# Zúmári csata
Ez a szócikk az arab neveket a Magyar Helyesírás Szabályai 221. pontja által a tudományos ismeretterjesztés számára megengedett nemzetközi átírást használja. Amennyiben létezik közismert magyar név, akkor a szócikkben az szerepel.
A zúmári csata Irak északi részén Ninive kormányzóság Zúmár városáért folyt az Iraki és Levantei Iszlám Állam (SIL) és a kurd Pesmergák között. Kezdetben a z ISIL indított támadást augusztus 1-4 között, mikor is végül elfoglalta a várost. Október 25-én, az USA több légitámadása után kurd Pesmergák egyes csoportjai vissza tudták foglalni a települést.

## Az ISIL megszerezte a várost
2014. augusztus 1-jén az ISIL megtámadta a kurd Pesmergák állásait Zúmárban és környékén. A kurd források beszámolói szerint az ISIL kezdeti előretörését sikeresen visszaverték, és a harc közben 100 dzsihádista militánst és 14 kurd katonát megöltek, míg 38 szélsőségest a Pesmergák fogságba ejtettek. Három nappal később azonban a város és az azt körülvevő olajmeők is az ISIL kezére kerültek.

## Következmények

### Kurd ellentámadás
Augusztus 31-én kurd Pesmergák csapatai léptek be Zúmárba. Erre azután került sor, hogy két nappl korábban elfoglalták a Zúmár mellett fekvő Ain Zala olajmezőket. Az ISIL harcosai három olajkutat felgyújtottak, és kivonultak az olajmezőkről. Miután az USA több más ország is fegyverekkel segítette őket, a Pesmergák el tudtak foglalni más városokat is az ISIL-től. A Pesmergák támadásai eredményeképp több mint 92 milicistát megöltek és további 160 embert súlyos sérülésekkel szállítottak a moszuli kórházba.

### Francia légitámadás az ISIL ellen
2014. szeptember 19-én Qassim al-Moussawi, az iraki hadsereg egyik szóvivője arról számolt be, hogy a Francia Légi Erő Rafale típusú repülőgépekkel támadta Zúmbár városát, ahol több tucat militánssal végeztek.

### Zúmár ismét kurd kézen
2014. október 25-én a kurd seregek támadást indítottak a város ellen. Az ISIL tüzérséggel válaszolt. Egy autóba rejtett pokolgépet robbantottak fel a Pesmergák seregei közelében. Az iraki televízió beszámolója szerint az ISIL 50 harcosát megölték és 10 járművét megrongálták. A kurd seregek az USA 17 légi támadása után elfoglalták a várost. A kurdok következő célja a jeziditák ellen elkövetett egyik mészárlás helyszínének, Szinzsárnak a visszafoglalása volt. A Daily Beast beszámolója szerint a Zúmár elleni légi támadásban összehangolt amerikai és német seregek vettek részt. Ezt a Pentagon később cáfolta.